# Stazione di Elgg
La stazione di Elgg (in tedesco Bahnhof Elgg) è una stazione ferroviaria nel comune svizzero di Elgg sulla linea San Gallo-Winterthur.

## Storia
La stazione fu attivata il 14 ottobre 1855, in occasione dell'apertura della tratta Wil-Winterthur della ferrovia San Gallo-Winterthur.

## Strutture e impianti
La stazione dispone di tre binari dotati di marciapiede per il servizio passeggeri. È dotata di un moderno fabbricato viaggiatori e di pensiline.

## Movimento
La stazione è servita da treni a cadenza semioraria sulla relazione Winterthur - Wil SG, con alcuni treni prolungati fino a Brugg AG (linee S12 e S35 della rete celere di Zurigo).

## Servizi
Nella stazione sono presenti:
- Biglietteria automatica[2]
- Servizi igienici[2]
- Supermercato[4]

## Interscambi
- Fermata autobus[2]